# Lake Sumner (Novo México)
Lake Sumner é uma Região censo-designada localizada no estado americano de Novo México, no Condado de De Baca.

## Demografia
Segundo o censo americano de 2000, a sua população era de 86 habitantes.

## Geografia
De acordo com o United States Census Bureau tem uma área de
176,9 km², dos quais 161,1 km² cobertos por terra e 15,8 km² cobertos por água.

## Localidades na vizinhança
O diagrama seguinte representa as localidades num raio de 68 km ao redor de Lake Sumner.